# Vicente Ramón Roca
Pour les articles homonymes, voir Ramon et Roca.
Vicente Ramón Roca Rodríguez né à Guayaquil en 1792 et mort dans cette même ville en 1858, est un homme d'État équatorien qui a été président de l'Équateur du 8 décembre 1845 au 15 octobre 1849. En juin 1845, il a dirigé la révolution Marcista contre le régime de Juan José Flores, et était membre du triumvirat provisoire qui suivit la chute de Flores, avec José Joaquín de Olmedo et Diego Noboa. 
Membre du parti libéral, il remporta l'élection présidentielle de décembre 1845 face à Olmedo. Il mit en place la Constitution de 1845 et fut le premier président de l'ère marcista, qui fait suite à la révolution. Après la fin de son mandat, il s'exile au Pérou en 1851 puis revient à Guayaquil où il meurt en 1858.

## Carrière politique
Vicente Ramón Roca est né à Guayaquil le 2 septembre 1792. Il est le fils de Bernardo Roca et Liceras et Ignacia Rodríguez y Carrascal. Son éducation était informelle, il n'a pas fréquenté l'enseignement supérieur ni l'enseignement secondaire. À l'âge adulte, il s'est consacré au commerce. Sous la Grande Colombie, il travaille dans les finances et se lie d'amitié avec Simón Bolívar.
Après l'indépendance de l'Équateur, il est membre du Parti libéral. De 1830 à 1833, il est député puis sénateur au Congrès de 1836 à 1839. Opposé au régime du président Juan José Flores, il soutient la révolte de Vicente Rocafuerte en 1834.
En 1845, il est l'un des dirigeants, avec José Joaquín de Olmedo et Diego Noboa, de la révolution Marcista, qui s'est déroulée à Guayaquil le 6 mars 1845 et qui s'opposait à l'administration du président Flores, pour son gouvernement autoritaire qui voulait rester en place.

## Triumvirat de 1845
Après le renversement de Flores, un triumvirat est formé (de juin à décembre 1845), dont Roca faisait partie, avec Olmedo et Diego Noboa.
L’objectif de ce gouvernement provisoire était de gagner l’adhésion du reste du pays, car le général Flores était toujours à la tête de ses troupes, qui s’enracinait dans l’hacienda "La Elvira" sans que les triumvirs puissent le vaincre, bien qu’il ait rapidement négocié avec les rebelles. Le général Flores a promis d'aller en Europe pendant quelques années si le gouvernement provisoire maintenait sa hiérarchie militaire, ses honneurs et ses loyers. Le triumvirat accepta immédiatement et signa entre le 17 et le 18 juin 1845, l'accord qui obligea Flores à s'exiler. 

## Président de la République
Après de nombreux votes, après la réforme constitutionnelle, la Convention de Cuenca a élu comme nouveau président de la République, le 3 décembre 1845, Ramón Roca, devant ses deux collègues Olmedo et Noboa. Il est officiellement investi le 8 décembre 1845. Il signe la nouvelle Constitution de 1845 et devient le premier président de l'ère marcista.
Le gouvernement de Roca était caractérisée par une administration efficace, avec un grand nombre de travaux publics, parmi lesquels :
- Construction du palais du gouvernement.
- Construction de la maison du gouvernement de Cuenca.
- Établissement d'un mécanicien de fonderie à Guayaquil.
- Création du canton de Guano dans la province de Chimborazo.

Malgré la révolution, le président devait faire face aux insurrections des disciples de Flores qui voulaient reprendre le pouvoir. Le 5 avril 1846, Flores débarqua en Équateur avec le soutien de l'Espagne et de la France pour y mettre en place une monarchie constitutionnelle avec lui-même comme régent. Vaincu par les troupes républicains, Flores reprit la route de l'exil et ses partisans déposèrent les armes.
Le gouvernement de Roca a dû également faire face à une nouvelle tentative d'invasion de la part de la République de Nouvelle-Grenade, dans la zone du Cauca, car le président Tomás Cipriano de Mosquera craignait que les révolutionnaires marxistes récupèrent ce territoire. Le conflit a pris fin avec la signature du traité de Santa Rosa et du protocole de Larrea-De Martín.

## Fin de vie
Roca a terminé son mandat présidentiel le 15 octobre 1849. Le pays est sorti appauvri de sa présidence et, en 1850, après l'arrivée au pouvoir de Noboa, il a été banni au Pérou. À son retour à Guayaquil, il mena une vie précaire en travaillant dans la maison de commerce de son cousin Agustín Roca.